# Kielstrup Sø
Kielstrup Sø er en inddæmmet lagune på ca. 40 hektar, beliggende på nordsiden af Mariager Fjord, (over for Mariager) afgrænset til fjorden med en sluse. Søen er brakvandet, og stærkt påvirket af næringsstoffer men gennemstrømmes af en klarvandet bæk, Karls Møllebæk. Søen er omgivet af stejle hedebakker (op til 63 m over fjorden), moser, overdrev, strandenge, krat og skov. 
Et område på 509 ha omkring Kielstrup Sø, er udpeget som EU-habitatområde nr. 22, hvoraf de 171 ha er registreret som beskyttede naturtyper eller §3-naturtyper. Hovedparten, 410 ha, er fredet som en landskabs- og udsigtsfredning. 
Søen ligger i Oue Sogn i det tidligere Hindsted Herred Ålborg Amt, Arden Kommune, nu Mariagerfjord Kommune, Region Nordjylland.
- Kielstrup Sø set fra den 38 meter høje Lundshøj, nordvest for søen
- Skarvkoloni ved nordsiden af Kielstrup Sø